# كي تاناكا
كي تاناكا (بالكانا:たなか けい) هو ممثل ياباني، ولد في 10 يوليو 1984 بطوكيو في اليابان.

## وصلات خارجية
- كي تاناكا على موقع IMDb (الإنجليزية)
- كي تاناكا على موقع قاعدة بيانات الفيلم (الإنجليزية)